# إحدى عشر رجلا في الخارج
 إحدى عشر رجلا في الخارج (بالآيسلندية: Strákarnir okkar)‏ (ويعني العنوان الآيسلندي بالعربية «أولادنا») هو فيلم كوميديا دراما من إخراج «روبرت إنغي دوغلاس». شارك الفيلم في مهرجان تورونتو السينمائي الدولي في عام 2005، ومهرجان برلين السينمائي الدولي في عام 2006.

## القصة
«أوتار ثور» هو نجم فريق كرة القدم الأيسلندي ناتدبيرنوفيلاغ ريكيافيكور. هو لاعب محبوب أثار ضجة عندما اعترف بأنه مثلي الجنس لزملائه في الفريق ذهب بعدها في رحلة لاكتشاف نفسه (بمساعدة الصحافة المحلية). سرعان ما يجد نفسه على مقاعد البدلاء لمعظم مباريات فريقه وقرر أن يخرج من الفريق. انضم إلى فريق صغير للهواة يتألف أساسًا من رجال مثله - شباب مثليو الجنس يحاولون لعب كرة القدم في عالم مغاير الجنس.
ويحاول مدير نادي ناتدبيرنوفيلاغ ريكيافيكور الذي صادف كونه والد «أوتار ثور»، كل ما في وسعه لإقناع أوتار بالعودة واللعب لفريقه، لكن بشرط أن يعيد نفسه ويتراجع عن قراره كونه مثليا قبل أن يلعب باحتراف مرة أخرى. يبدأ الصراع بين الأب وابنه. كما أن لدى أوتار ثور ابنًا مراهقًا لا يتعامل بشكل جيد مع كل الاهتمام الذي يحظى به والده، وذلك لجميع الأسباب الخاطئة.
في النهاية استسلم أوتار ثور لطلبات والده وعاد إلى فريق ناتدبيرنوفيلاغ ريكيافيكور بشرط أن يلعب الفريق مباراة واحدة ضد فريق المثليين. يقبل والده هذا الشرط، غير مدرك أن المباراة ستتم في يوم مسيرة فخر المثليين.

## الممثلون والشخصيات
- بييرن هلينور هارالدسون في دور أوتار ثور
- ليليا نوت ثورارينسدوتير في دور غوغا
- آرنموندر إيرنست في دور ماغنوس
- هيلغي بييرنسون في دور بيتور
- ستياورستاين باخمان في دور جورج
- سيغورذور سكولاسون في دور ايريكور
- ليليا غوذرون ثورفالدسدوتير في دور راغنهايذور
- يون أتلي يوناسون في دور أوري
- بييرك ياكوبسدوتير في دور لارا
- دامون يونغر في دور بروسي

## الاستقبال النقدي والجوائز
صدر الفيلم بتاريخ 31 أغسطس/آب عام 2005.
تمت مقارنة الفيلم بفيلم ألماني آخر صدر في سنة 2004 بعنوان شباب وكرات.
رشح الفيلم لعدة جوائز في آيسلندا من بينها ترشيحه لجائزة أفضل فيلم وثلاث ترشيحات لجائزة أفضل ممثل أو أفضل ممثلة مساعدة.

## وصلات خارجية
- إحدى عشر رجلا في الخارج على موقع IMDb (الإنجليزية)
- إحدى عشر رجلا في الخارج على موقع ميتاكريتيك (الإنجليزية)
- إحدى عشر رجلا في الخارج على موقع روتن توميتوز (الإنجليزية)
- إحدى عشر رجلا في الخارج على موقع نتفليكس (الإنجليزية)
- إحدى عشر رجلا في الخارج على موقع ألو سيني (الفرنسية)
- إحدى عشر رجلا في الخارج على موقع Turner Classic Movies (الإنجليزية)
- إحدى عشر رجلا في الخارج على موقع أول موفي (الإنجليزية)
- إحدى عشر رجلا في الخارج على موقع بوكس أوفيس موجو (الإنجليزية)
- إحدى عشر رجلا في الخارج على موقع فيلمافينيتي (الإسبانية)
- إحدى عشر رجلا في الخارج على موقع قاعدة بيانات الفيلم (الإنجليزية)